# Bergmyzomela
Bergmyzomela (Myzomela adolphinae) är en fågel i familjen honungsfåglar inom ordningen tättingar.

## Utbredning och systematik
Fågeln förekommer fläckvis i bergen på Nya Guinea. Den behandlas som monotypisk, det vill säga att den inte delas in i några underarter.

## Status
IUCN kategoriserar arten som livskraftig.